# Hibiscus coatesii
Hibiscus coatesii är en malvaväxtart som beskrevs av Ferdinand von Mueller. Hibiscus coatesii ingår i Hibiskussläktet som ingår i familjen malvaväxter. Inga underarter finns listade i Catalogue of Life.